# Marcel Kint
Marcel Kint, född den 20 september 1914 i Zwevegem, död den 23 mars 2002 i Kortrijk var en belgisk tävlingscyklist som blev världsmästare i linjelopp 1938. Samma år vann han även Paris–Bryssel och tre etapper (av totalt sex under karriären) i Tour de France. Året därpå bröt andra världskriget ut, vilket avspeglas i Kints meritlista – å andra sidan var han regerande världsmästare till 1946, då han blev silvermedaljör vid VM (som hölls i Zürich), slagen av schweizaren Hans Knecht med tio sekunder efter att schweiziska supportrar hejdat Kint på upploppet. Under karriären vann han även Paris–Roubaix 1943, Flèche Wallonne 1943, 1944 och 1945 samt Gent–Wevelgem 1949. På bana vann han Bryssels sexdagarslopp två gånger med Rik Van Steenbergen som partner.
Efter karriären drev Kint under en tid ett kafé, Café Valkenburg (uppkallat efter Valkenburg där han vann sin världsmästartitel), i Zwevegem och efter det grundade han en cykelverkstad i Kortrijk där han tillverkade egna cykelramar.

## Meriter

### Landsväg
1935
 Vinnare av Kampioenschap van Vlaanderen
Vinnare av etapp 7 i Tour de Luxembourg
Vinnare av Bryssel-Liège
Grote Prijs van Zwevegem
Vinnare av Jemeppe-Marche-Jemeppe
2:a totalt i Circuit Franco-Belge
1936
Vinnare av Antwerpen–Gent–Antwerpen
Vinnare av etapp 2 Tour of Belgium
4:a totalt i Paris–Nice
9:a totalt i Tour de France
Vinnare av etapp 19
1937
Vinnare av Gent–Ieper
2:a i La Flèche Wallonne
2:a i Paris–Lille
6:a i Paris–Bryssel
10:a totalt i Paris–Nice
1938
 Världsmästare i linjelopp
Vinnare av Paris–Bryssel
Vinnare av GP d'Espéraza
2:a i Liège–Bastogne–Liège
3:a i Ronde van Vlaanderen
 3:a i linjelopp vid Belgiska mästerskapen
7:a i Paris–Tours
9:a totalt i Tour de France
Vinnare av etapperna 15, 16 och 18
1939
Vinnare av etapperna 8a och 18b i Tour de France
 Belgisk mästare i linjelopp
Vinnare av Antwerpen–Gent–Antwerpen
Vinnare av Ransart-Beaumont-Ransart
Vinnare av Dokter Tistaertprijs
2:a i Paris–Roubaix
5:a i Paris–Bryssel
5:a i Bordeaux–Paris
1940
Vinnare av Circuit de Belgique
1942
Vinnare av Gullegem Koerse
1943
Vinnare av La Flèche Wallonne
Vinnare av Paris–Roubaix
Vinnare av Ronde van Limburg
Vinnare av Bryssel-Paris
Vinnare av Circuit de Belgique
5:a i Ronde van Vlaanderen
8:a i Paris–Tours
1944
Vinnare av La Flèche Wallonne
Vinnare av Grand Prix Jules Lowie
Vinnare av Grand Prix du Printemps
9:a i Ronde van Vlaanderen
1945
Vinnare av La Flèche Wallonne
Vinnare av Omloop der Vlaamse Ardennen
Vinnare av Dwars door West-Vlaanderen
2:a i Textielprijs Vichte
1946
 2:a i linjelopp vid Världsmästerskapen i landsvägscykling
9:a i Ronde van Vlaanderen
10:a i Paris–Roubaix
1949
Vinnare av Gent–Wevelgem
2:a i Gullegem Koerse
2:a i Textielprijs Vichte
4:a i Kuurne–Bryssel–Kuurne
1950
5:a i Kuurne–Bryssel–Kuurne
8:a totalt i Roma–Napoli–Roma
10:a i Paris–Roubaix
1951
Vinnare av Elfstedenronde
7:a i La Flèche Wallonne
9:a i Liège–Bastogne–Liège

### Bana
1948
Vinnare av Bryssels sexdagars med Rik Van Steenbergen
1949
Vinnare av Bryssels sexdagars med Rik Van Steenbergen